# Anthony Michaelis
Anthony Rowland Michaelis (* 22. August 1916 in Berlin; † 18. Oktober 2007 in Heidelberg) war ein englischer Wissenschaftsjournalist und Herausgeber.

## Leben
Nach dem Studium zunächst der Aerodynamik und dann der Chemie, beides in London seit 1933, wurde Michaelis wegen der Kriegsereignisse zwischenzeitlich in Kanada interniert und war seit 1941 in leitender Funktion in der chemischen Industrie tätig.
Nach dem Krieg wurde er vom British Intelligence Objectives Sub-Committee (BIOS) engagiert, danach durchlief er Stationen als technischer Autor bei Ciba und der Internationalen Fernmeldeunion (ITU), beides in der Schweiz, als wissenschaftlicher Filmautor in Australien, als Redakteur der Wissenschaftszeitung „Discovery“ sowie danach als Wissenschaftsjournalist beim Daily Telegraph und ab 1973 als Herausgeber und Gründer der Interdisciplinary Science Reviews (ISR).

## Wirken
Michaelis strebte in seinem Wirken einen breiten interdisziplinären wissenschaftlichen Austausch an sowie eine Beachtung der Wissenschaft im Nachkriegsdeutschland in den englischsprechenden Ländern.

## Ehrungen und Auszeichnungen (Auswahl)
- 1993: Bundesverdienstkreuz am Bande des Verdienstordens der Bundesrepublik Deutschland.
- 1995: Kulturpreis der Eduard-Rhein-Stiftung für jahrzehntelanges Wirken für die Freiheit der Wissenschaft.
- Max-Planck-Medaille der Deutschen Physikalischen Gesellschaft

## Publikationen
als Autor
- The scientific temper. An anthology of stories on matter of science. Winter Verlag, Heidelberg 2001, ISBN 3-8253-1229-1. Online-Fassung in der Eugene Garfield Library, archive.org
- The restauration of Science in Germany. In: New Scientist, 1963.

als Herausgeber
- Scientists in Search of Their Conscience. Springer Verlag, Heidelberg 1973, ISBN 3-540-06026-X (zusammen mit Hugh Harvey).
- Wissenschaft in Deutschland. Niedergang und neuer Aufstieg. Wissenschaftliche VG, Stuttgart 1983, ISBN 3-8047-0690-8 (zusammen mit Roswitha Schmid).